# ROP
ROP (retinopathy of prematurity), på svenska något fritt översatt "retinasjukdom till följd av prematurfödelse". ROP är en skada på ögat orsakat av att blodkärl vuxit på ett felaktigt sätt och orsakar ärrbildning på näthinnan eller näthinneavlossning. Ögats normala tillväxt är betydande i vecka 28-30 och under denna period är därför ögat känsligt för störningar i form av höga syrgasnivåer, medicinering samt temperaturväxlingar. Man ser skadorna tidigast kring vecka 37, och kan behandla tillståndet med laser för att minska risken för näthinneavlossning. Som flera olika typer av skador graderas ROP på en skala som sträcker sig från noll till fyra, där fyra är den allvarligaste graden och noll innebär att det inte finns någon påverkan alls.
För tidig födsel är en betydande riskfaktor för ROP, och andra riskfaktorer för tillståndet inkluderar: apné, hjärtsjukdomar, höga halter av koldioxid i blodet, infektion, lågt pH-värde i blodet, låg syrenivå i blodet, bradykardi, transfusioner och andnöd. I u-länder har andelen för tidigt födda barn med ROP minskat under de senaste årtiondena, tack vare en förbättrad sjukvård. Samtidigt kan fler nyfödda än tidigare idag överleva, och de som är mycket för tidigt födda löper som störst risk att drabbas av ROP.